# 모야 (후토스)
모야는 후토스의 등장인물 주인공이며, 곰형 탈을 쓰고 있다. 1박 2일에서 김주혁이 이 모양으로도 등장했다. 성우는 문남숙이다.
생일은 12월 4일이다.

## 대표 멘트
"뭐야, 모야?" 등